# メタリカメタルカ
『メタリカメタルカ』は、水野輝昭による日本の漫画作品。『赤マルジャンプ』（集英社）2008SUMMERに読切を掲載。『週刊少年ジャンプ』（集英社）2009年40号の第5回金未来杯を受賞し、2010年24号から41号まで連載された。なおアメリカのヘヴィメタルバンド、「メタリカ」とは一切関係ない。

## あらすじ
希少価値の高い特別な性質を持つ「レアメタル」。それを命がけで探し求める鋼探索士（ミネア）という職業になるため、ルカという少年が山奥に迷い込んできた。様々な力を秘めた金属”レアメタル”が人々の生活の中心になっている世界。少年ルカはレアメタルを探し出す事のできる英雄・鋼探索士（ミネア）を目指して、大冒険の旅に出る。

## 登場人物

### 主要人物
ルカ
本編の主人公で、鋼探索士のルーツになったとされる伝説の種族「メタリカ族」の子孫。好奇心旺盛で、無邪気であり、誰に対しても物怖じしない態度で接するが、風呂を知らないなどの天然な部分もあり、またシノの色仕掛けに引っ掛からない程の鈍感な一面も見せている。手に触れたあらゆる金属を自在に変形させるというメタリカ族の伝説と同じ能力「槌の手」を持っている。また、両足の靴にフラゴリウムを仕込んであり、相手に攻撃したり距離を取ったりする時に使う。父との約束で鋼探索士（ミネア）になるために、メタルシティを目指しており、その過程で出会ったトレジャーハンターのシノ、薬屋の息子であるガトーを仲間に入れて行動する。
シノ
トレジャーハンター。金髪にポニーテール髪型をしており、スリット入りのミニスカートを履いている。お宝に目が無く、セレブな大豪邸に住むのが夢である為に一層目標を目指して励んでいるが、故にその夢の為に利用価値がある者には出来るだけ利用するといった他力本願な一面もある。また、探索道具を数多く所持しており、それらを使いこなす技術も高く、またメタルに関する知識も豊富である。スタイルが良く、時折自らの体付きを活かした色仕掛けを使う時もある（ただし、作中で使ったのはルカを仲間にする時のみで、その時は足の速さと遅さを心配するルカに対し、「足を見せる=太ももを見せての色仕掛け」で惑わす事で同行を了承してもらおうと狙ったが、鈍感なルカには通用せず、軽くあしらわれた）。仲間達と3人でフィロミウムを手に入れようとしたところを仲間に逃げられて戸惑っていた時にルカと出会い、「メタルシティに向かう」という共通の目的から彼と行動を共にする事を決意する。
ガトー
薬屋の息子。コソ泥まがいのことばかりしており、バレると他人に罪をなすりつけたりするなどの何かとせこい性格をしている。また、歳はルカと変わらないが、鈍感な彼とは違い、スタイルの良いシノに性的な興味を抱いている。幼い頃から彫刻に憧れ、街の大きな工場で金工術を学んでおり（腕は良いものの、気概が足りないという理由でパイプばかりを作らされたり、同い年の人からも「腕が良いから調子に乗っている」と目を付けられて弄られるなど、ある意味不憫な思いをしていた）、後に出会ったルカの鋼探索士試験に、付き添いとしてシノと共に同行する。

### 鋼探索士
ズオゥ
史上最年少の鋼探索士で、シノの幼馴染み。色黒の青年で、首に「鉄」と書かれたスカーフを巻いている。使用武器はメタルで作られたワイヤーなど。メタルシティの市民からは英雄視されている。規律に厳しく正義感が強いが、シノには頭が上がらない。シノに惚れているらしい。
バルク
ルカの父。SS級鋼探索士。英雄。「超金属」を探しに行き姿を消す。
超金属に触れたことで、全身がメタル化している。超金属を求める人間を「愚か者」と蔑む。
ボルドー
ヴォルカノ山の試験官でA級鋼探索士。髪と一体化した分厚い髭が特徴の老人。レア度を問わなければ最も多くのレアメタルを発見した鋼探索士として知られる。
デスリサ
ラビリム監獄の試験官でB級鋼探索士。ゴシックロリータ調の服を着た小柄な女性。年齢は不明だが、シノより非常に年上な様子。イライラすると口調が一変する。

### その他
トレンカ
鋼探索士試験の受験者。腰に付けた八本のステッキを自在に操り、メタルを発掘する。優男だが雷獣エレクティゴラを一撃で倒す等、実力は計り知れない。また鋼探索士志願者であるにも拘わらず鋼探索士に関する知識がないなど、怪しい人物である。
単行本第2巻ではトレンカの過去を描いた番外編『トレンカの苦悩』が掲載されている。
ゲイン
A級メタルを狙う謎の男。顔の右半分にメタルを埋め込んでいる。両手がレアメタルの義手になっており、そこに埋め込まれたトランステンの力で衝撃波を放てる。ルカがメタリカ族であることを知り、メタル諸共攫おうとし、その際シノに同性愛者と誤解されかけた。
シエラ
エルザ村の住人。イルだけは守ると決めている。
イル
エルザ村の住人。シエラの弟。2年程前ガス中毒にかかり、衰弱する。鋼検索士になるのが夢で、衰弱したためなるのが難しい今でも、鋼検索士に関する本を読みあさっている。
ボワン
エルザ村の住人。
ウォード
闇市場で取り引きしている武器職人。2年程前毒ガスを撒く。
バジェーナ
金属管理協会の会長。シノの祖父。

## 用語
メタル
本編の世界において、生活に欠かせない存在となっている物質。詳細は下記。
鋼探索士（ミネア）
命をかけてレアメタルを探し求める者達。金属管理会により試験が行われ、合格した者が鋼探索士となれるが、かなり厳しい。
メタリカ族
メタルと共に生きたといわれる幻の一族。メタルを手にしたメタリカ族は、何倍もの力を発揮することが出来るという。極度のメタル依存体質で、常にレア度A以上のレアメタルに触れていないと、身体が硬直してしまう。
雷獣の森（らいじゅうのもり）
「人食い雷獣」と言われるエレクティゴラが棲む森。鋼探索士試験のコースに設定されている。
ヴォルカノ山
C級危険区域。鋼探索士試験のコースに設定されている火山。巨大な竜・ロックドラゴンが棲む。
ラビリム監獄
今は使われていない巨大な監獄。リバステンを使って造られた建物であり、牢と広間をつなぐ通路は、一旦鍵を閉めると様々な刺激を元にまるで生き物かのように無数の形状に変化してしまうのでその状態での脱獄は非常に困難である。

## メタル
- メタルは、希少値によりランク分けされ、そのレア度に応じ激レアメタル・レアメタル・準レアメタルと呼びわけられる。レア度は協会によって定められる。またレア度の高さは、その価値だけでなく見つけにくさ、採掘の困難さにもよる。その他にも様々な種類のメタルがある。
  - レア度不明：超金属…伝説の存在と言われるメタル。メタリカ族の原点とも言われている。
  - レア度S～：激レアメタル…通常のレアメタルとは比べ物にならないほど希少な金属種。
  - レア度D～A：レアメタル…希少価値が高く、特別な性質を持つ金属種。
  - レア度～E：準レアメタル…レアメタルと比べると採取も容易ではあるが、性能は充分なものが多い。
  - レア度-：メタル…生活メタル、素材メタル等と呼ばれるものや、レアメタルから作られたもの、及び普通金属の事を指す。

### 超金属
ユグドラシウム
生命を作りだすといわれる超金属。

### 激レアメタル
ジオブ（レア度：S）
熱量を全て磁力に変換させる。謎の多いメタル。
ファントミウム（レア度：S）
常に周囲の空間を歪ませる為に発見が「採掘者は死ぬ」と言われるほど非常に困難であり、幻のメタルと言われている。

### レアメタル
フラゴリウム（レア度：A）
紫の光沢を持つ。金属（フラゴリウム同士でも構わない）との衝撃に反応して爆風を生み出す性質。
ルーメニウム（レア度：A）
強い光を当てると強力な熱線を反射する。非常に硬い。
トランステン（レア度：A）
圧力を衝撃に、衝撃を硬度に変換する。外的な強さに対して絶対的な力を誇る。
グランステン（レア度：B）
火山の奥深くにある採掘困難なメタル。少量でも重く、熱を帯びており、またマグマの噴出を抑えていることから「大地の栓」とも呼ばれる。
リバステン（レア度：B）
様々な衝撃や温度の状態で全く別の、数百通りにも及ぶ多数の形状を記憶し、現在の状態に対応した形状に変化する。少々の刺激（音の波紋等）にすら反応し変形してしまうため、扱いが難しく、一部の科学者等を除き使用は好まれない。
フィロミウム（レア度：C）
小型竜ネブラオスの卵の殻から採れる。殻から採取する場合、雛の栄養源でもある為少量しか採取してはいけない。熱を加えて延ばすと産毛ぐらいの細さまで延ばすことができ、それを何重にも重ねて造る壁は鋼鉄をも凌ぐ硬さになる。
リペリウム（レア度：C）
鉱物等の微弱な磁場に反発する力を出す。採取がしやすい。
ペタリウム（レア度：C）
分子構造の特殊性で、あらゆる切り口の表面に何でもくっついてしまう。吸着力は50kgを超える。

### 準レアメタル
ルナジウム（レア度：E）
高音に反応して仄かに発光する。発光時間は短い。
カイロステン（レア度：E）
常温環境で45℃を保とうとする性質。比較的脆い。
ファステナ鋼（レア度：E）
熱を加えると僅かながら縮小する。比較的安価。

### 生活メタル
イグニ鋼（レア度：-）
水に反応して沸点まで導く。ミネラルを含む消耗品。
ペーパーメタル（レア度：-）
紙の代わりに使える。何度でもリサイクルが可能と、エコである。

### 素材メタル
スケルニウム（レア度：-）
水に反応して透明になる性質を持つ。ガラスより柔軟である為、水槽などに多く用いられる。

### その他の金属
イルの鉄鉱石（レア度：唯一無二(-)）
イルがカイロステンのお返しに渡した。彼が初めて掘り当てた鉄鉱石。酷く錆びている。
フォトメタル（レア度：-）
半透明に透かした場面を記憶するメモリウムを加工した金属。いわゆる写真。
超金属（レア度：不明(SS以上)）
ルカの父バルクが探し求めているメタリカ族の金属。その容姿、能力、全て不明である。

## 読み切り版

### 赤マルジャンプ版

#### あらすじ
金属を操る錬金芸術家ルカの秘める力とは!?

#### 登場人物
ルカ＝チェンバス
本作の主人公であり、ある目的のため必要な材料を集める旅をしている青年。
大食漢。
鍛金アーティストを職業としているが、村人からの評価は低かった。
シルク
ルカの弟子である少女。
ルカがだらしないせいかしっかりとした性格。
ロッド
ルカとシルクが立ち寄った村の少年でエドの息子。
ルカの作品を堂々とガラクタと言った。
普段はレストランで仕事をしている。
エド
村の鉱夫でエドの父親。村の要的存在でもある。
村やロッドを守るためやむなく盗賊に上納金を納めている。
ヴァージル
ヴァージル盗賊段を率いて付近の村から破壊と略奪を繰り返す。
付近を恐怖で支配し、エドの村にも上納金を納めさせている。

#### 作品に登場した金属
金
実在の金属。
ビヨニウム
架空の金属。弾力性に富む。
チタン（チタニウム）
実在の金属。
アルミ（アルミニウム）
実在の金属。
銀
実在の金属。
ウニタイト
架空の金属。強い衝撃時のみ鉄以上の硬度になる軟体金属。
ゼタリウム
架空の金属。ダイヤモンド以上の硬度を持つ希少金属。

### ジャンプ版

#### あらすじ
レアメタルを求めてルカは冒険の旅へ…!!

### 登場人物
ルカ
父と約束し鋼探索士になるのが夢。「槌の手」の持ち主で金属の形を自由に変えられる。
シノ
金属管理協会員。
バルク
ルカの父。SS級の鋼探索士。消えた英雄。
カファール
他の鋼探索士を襲い獲物を横取りする裏鋼探索士。

## 書誌情報
- 水野輝昭『メタリカメタルカ』集英社〈ジャンプ・コミックス〉
  1. 「爆進の門出！」 ISBN 978-4-08-870095-3
    - 併録 メタリカメタルカ（金未来杯版）

  2. 「鋼探索士選抜試験開始！」ISBN 978-4-08-870132-5
    - 併録 メタリカメタルカ(赤マル版)

  3. 「鋼探索士へ。そして…」 ISBN 978-4-08-870153-0
    - 併録 ジュウオウムジン